# Ryan Suter
Ryan Suter (* 21. Januar 1985 in Madison, Wisconsin) ist ein US-amerikanischer Eishockeyspieler, der seit Juli 2024 bei den St. Louis Blues in der National Hockey League unter Vertrag steht. Zuvor verbrachte der Verteidiger acht Jahre in der Organisation der Nashville Predators, war anschließend neun Jahre für die Minnesota Wild aktiv und spielte drei Jahre für die Dallas Stars, sodass er bereits weit über 1000 NHL-Partien absolvierte. Mit der Nationalmannschaft der USA gewann er die Silbermedaille bei den Olympischen Winterspielen 2010.

## Karriere
Seine erste richtige Eishockeysaison bestritt er in der Saison 2003/04 für die University of Wisconsin–Madison, wo er gleich in seiner Rookiesaison 19 Punkte in 39 Spielen erreichte, dies genügte, um zum WCHA All-Rookie Defenceman gewählt zu werden. Im Jahr 2003 wurde er außerdem von den Nashville Predators an siebter Stelle im NHL Entry Draft 2003 gezogen.
In der Saison 2004/05 holten die Predators ihn in ihr AHL-Farmteam, den Milwaukee Admirals. Als AHL Rookie kam er auf 23 Punkte in 63 Spielen. Diese Leistung reichte den Predators um ihn für die Saison 2005/06 ins NHL-Team. Jedoch stand Suter in seiner ersten NHL-Saison viel unter Kritik, denn Shea Weber, der eine Runde nach Suter gedraftet wurde, entwickelte sich viel schneller und besser als Suter. Trotzdem spielte er für einen Rookie eine gute Saison. Suter konnte sich von Saison zu Saison steigern, sodass er in der Saison 2007/08 mit 31 Punkten einen neuen persönlichen Rekord aufstellte.
Suter nahm mit den Vereinigten Staaten an den Olympischen Winterspielen 2010 teil und gewann mit der Mannschaft die Silbermedaille.
Im Juli 2012 unterzeichnete Suter gemeinsam mit dem aus New Jersey verpflichteten Zach Parise einen Vertrag über 13 Jahre bei den Minnesota Wild, der ein Gesamtvolumen von 98 Millionen US-Dollar hatte. Beide Verträge gehörten zu den längsten und höchstdotierten der NHL-Geschichte. In Minnesota etablierten sich beide schnell als Führungsspieler und übernahmen jeweils die Rolle des Assistenzkapitäns hinter Mikko Koivu.
In der Saison 2016/17 führte Suter gemeinsam mit seinem Teamkollegen Jason Zucker die Plus/Minus-Statistik der NHL mit +34 an (s. NHL Plus/Minus Award; nicht mehr offiziell vergeben). Zu Beginn der Spielzeit 2018/19 absolvierte er zudem sein 1000. Spiel in der NHL.
Nach der Saison 2020/21 wurden ihm, ebenfalls gemeinsam mit Zach Parise, seine verbleibenden vier Vertragsjahre ausbezahlt (buy-out), sodass er sich seither als Free Agent auf der Suche nach einem neuen Arbeitgeber befand. Er verließ Minnesota nach 656 absolvierten Partien, wobei ihn zu diesem Zeitpunkt in der Franchise-Geschichte nur Mikko Koivu (1028), Nick Schultz (743) und Jared Spurgeon (707) übertrafen. Wenig später erhielt er bei den Dallas Stars einen neuen Vierjahresvertrag mit einem Gesamtvolumen von 14,6 Millionen US-Dollar. Auch diesen erfüllte er nicht komplett, da ihm sein letztes verbleibendes Vertragsjahr im Juni 2024 ebenfalls ausbezahlt wurde. Anschließend wechselte er im Juli 2024 als Free Agent zu den St. Louis Blues.

## Erfolge und Auszeichnungen
| - 2004 WCHA All-Rookie Defenceman - 2012 Teilnahme am NHL All-Star Game - 2013 NHL First All-Star Team | - 2015 Teilnahme am NHL All-Star Game - 2017 Teilnahme am NHL All-Star Game - 2017 NHL Plus/Minus Award (gemeinsam mit Jason Zucker, nicht offiziell vergeben) |

### International
- 2002 Goldmedaille bei der U18-Junioren-Weltmeisterschaft
- 2002 Bester Verteidiger der U18-Junioren-Weltmeisterschaft
- 2004 Goldmedaille bei der U20-Junioren-Weltmeisterschaft
- 2010 Silbermedaille bei den Olympischen Winterspielen

## Karrierestatistik

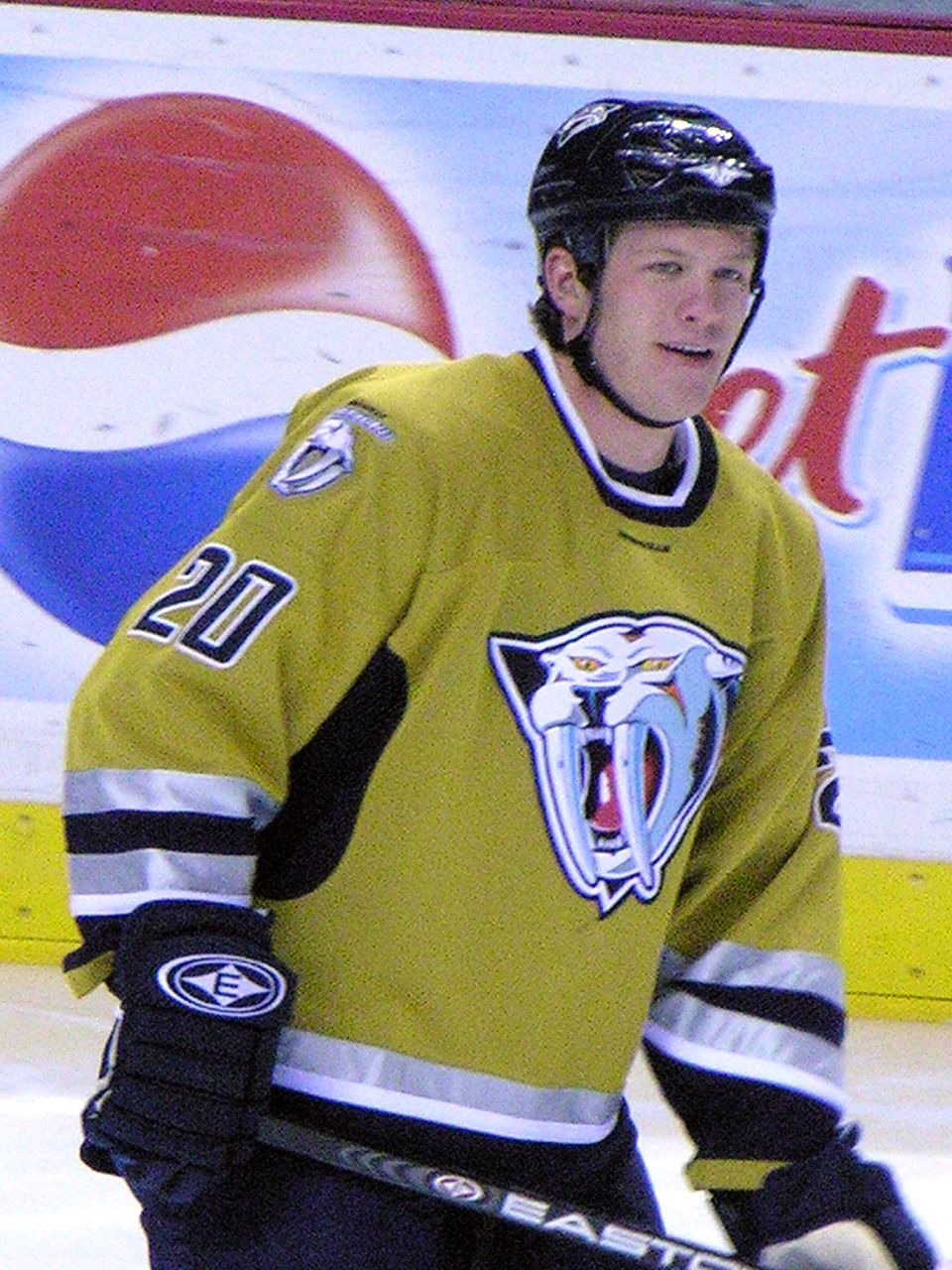
Suter im Trikot der Nashville Predators (2005)

Stand: Ende der Saison 2024/25

### International
Vertrat die USA bei:
| - U18-Junioren-Weltmeisterschaft 2002 - U20-Junioren-Weltmeisterschaft 2003 - U18-Junioren-Weltmeisterschaft 2003 - U20-Junioren-Weltmeisterschaft 2004 - U20-Junioren-Weltmeisterschaft 2005 - Weltmeisterschaft 2005 - Weltmeisterschaft 2006 | - Weltmeisterschaft 2007 - Weltmeisterschaft 2009 - Olympischen Winterspielen 2010 - Olympischen Winterspielen 2014 - World Cup of Hockey 2016 - Weltmeisterschaft 2019 |

(Legende zur Spielerstatistik: Sp oder GP = absolvierte Spiele; T oder G = erzielte Tore; V oder A = erzielte Assists; Pkt oder Pts = erzielte Scorerpunkte; SM oder PIM = erhaltene Strafminuten; +/− = Plus/Minus-Bilanz; PP = erzielte Überzahltore; SH = erzielte Unterzahltore; GW = erzielte Siegtore; 1 Play-downs/Relegation; Kursiv: Statistik nicht vollständig)

## Familie
Sein Vater Bob Suter gewann mit dem Team USA die Goldmedaille beim Miracle on Ice, während sein Onkel Gary Suter über 1000 NHL-Spiele absolvierte und den Stanley Cup gewann. Ferner schafften es sein Bruder Garrett Suter sowie seine Cousins Jake Suter und Jeremy Dehner ins professionelle Eishockey.